# Naser Rafiee Mohammadi
Naser Rafiee Mohammadi (persiska: ناصر رفیعی محمدی), även kallad Dr. Rafiee, född 1965 i Qom är en shiamuslimsk imam, hujjat al-islam och lärare i Qoms hawza och islamiska seminarier i Iran. Ibland håller han föreläsningar nära Fatima Masumas helgedom. Han är en fakultetsmedlem i al-Mustafa International University. Han är expert på tafsir, koraniska vetenskaper, filosofi och islamiska läror.
Den 18 juni 2020 höll Dr. Rafiee en direktsänd debatt med Hassan Aghamiri. Under denna debatt diskuterades det om olika religiösa missuppfattningar.